# Micrathyria ungulata
Micrathyria ungulata är en trollsländeart som beskrevs av W. Foerster 1907. Micrathyria ungulata ingår i släktet Micrathyria och familjen segeltrollsländor. Inga underarter finns listade i Catalogue of Life.